# Plan personal de retiro
Un plan personal de retiro (abreviado como PPR) es un instrumento financiero, cuya principal característica es el ahorro para el retiro. La comercialización de estos productos es regulada por la Comisión Nacional de Seguros y Fianzas (CNSF) y la Secretaría de Hacienda y Crédito Público (SHCP).
La mayoría de los planes personales de retiro combinan beneficios fiscales y coberturas por fallecimiento, supervivencia e invalidez por medio de un seguro de vida.

## Características
- Forma de contratación: existen diversas formas de adquirir un plan personal de retiro (PPR), ya sea por conducto de una empresa de seguros o sus representantes y actualmente también por los medios digitales de las casas de bolsa.
- Plazo de contratación: dependiendo de la institución por el cual se realice la contratación los plazos disponibles van desde un año hasta la edad alcanzada de los 65 años. El plazo indica el periodo de tiempo por el cual el contratante estará realizando sus aportaciones.
- Rentabilidad: actualmente este tipo de instrumentos presentan escenarios de rentabilidad "garantizada" o en algunos casos proyecciones de rendimientos futuros. La información disponible indica un comportamiento de un 5% hasta un 12% anual, dependiendo directamente de las condiciones del instrumento contratado.
- Beneficios fiscales: este tipo de productos goza de beneficios fiscales que permiten reducir la base gravable de ingresos y la exención de impuestos; Conforme a los artículos 93, 151 y 185 de la Ley del impuesto sobre la renta[3] (LISR).
- Beneficios adicionales: un PPR también brinda coberturas adicionales como un seguro de vida, coberturas médicas entre otras.